# Cyril Buffet
Cyril Buffet (* 1958) ist ein französischer Germanist und Historiker.

## Leben
Buffet ist Absolvent des Lycée Condorcet in Paris und der Universität Paris IV. Er ist Doktor der Zeitgeschichte und habilitierte in der Universität Paris III in Zeitgeschichte und Germanistik. Er war als Forscher am Centre Marc Bloch, lehrte an der Ecole Supérieure du Journalisme in Lille, der Humboldt-Universität zu Berlin, dem Institut national des langues et civilisations orientales (INALCO) und der University of Reading. Er war zeitweilig wissenschaftlicher Mitarbeiter am AlliiertenMuseum in Berlin und Studienleiter am Seminar Forum in Berlin.
Buffet ist diplomatischer Berater eines Deputierten und Mitglied der Kommission für Auswärtige Angelegenheiten der Assemblée Nationale.
Er arbeitet ebenfalls als Historiker, Museologe und Autor von Dokumentarfilmen und Ausstellungen.

## Bibliographie
- Le jour où le mur est tombé (Paris: Larousse, 2009), ISBN 978-2-03-583665-6.
- Defunte DEFA : Histoire de l’autre cinéma allemand (Paris : 7e Art, 2008), ISBN 2-204-08546-4.
- Le Mur de Berlin (Caen: Mémorial de Caen, 1999.) ISBN 2-910201-97-X.
- Fisimatenten: Les Français à Berlin et en Brandebourg (Berlin: Senat, 1997; 2e impression 1999, 3e nouvelle édition 2004).
- Histoire de Berlin. Des origines à nos jours (Paris: Presses Universitaires de France, Collection Que sais-je?, 1994), ISBN 2-13-046665-6.
- Berlin (Paris: Fayard, 1993), ISBN 2-213-02982-2.
- La France et l'Allemagne, 1945–1949 (Paris: Armand Colin, 1991) (Prix de Strasbourg 1993), ISBN 2-200-37257-4.
- als Hrsg.: Cinema in the Cold War: Political Projections (Abigdon: Routledge, 2015),  ISBN 1-138-95234-6.
- mit Lori Maguire (Hrsg.): Cinéma et Guerre froide (Paris: Cinemaction, 2014), ISBN 2-84706-554-7.
- mit Bernard Genton u. a.: Die Kulturpolitik der vier Besatzungsmächte in Berlin, 1945–1949 (Leipzig: Universitätsverlag, 1999)
- mit Nicole Pietri & Bernard Michel: Les villes germaniques au XIXème siècle (Paris: SEDES, 1992)
- mit Uwe Prell: Stabilität und Teilung: die Berlin-Krise 1948/49, Auftakt zum Kalten Krieg in Europa (Berlin: Arno Spitz, 1987).
- mit Rémy Hardourtzel: La collaboration (Paris: Perrin, 1989), 276 p., (Prix de l’Académie française.)
- mit Leopoldo Nuti: Dividing the Atom: Proliferation and Nuclear Politics, 1957–1969 (Rom: IRS, 1998).
- mit Etienne François, Wolf Lepenies, Anne-Marie Le Gloannec, Nathalie Buffet: France-Allemagne (Paris: Ministère des Affaires étrangères, ADPF, 1998).
- mit Beatrice Heuser: Haunted by History: Myths in International Relations (Oxford: Berghahn, 1998).

## Dokumentarfilme
- Fernseh-Dokumentarfilm: Le Cinéma fait le mur (Frankreich: 2014).[3]
- Fernseh-Dokumentarfilm: Les meilleurs ennemis du monde: Des influences culturelles entre la France et l’Allemagne. Fremde Freunde. Wechselwirkungen französischer und deutscher Kultur (Arte: 1996), 60 min.

## Ausstellungen
- Ausstellung: Der private Blick. Fotografien amerikanischer, britischer und französischer Soldaten von 1945, (Berlin: Alliierten Museum, 2005).
- Ausstellung: La crise des missiles de Cuba. Treize jours qui ébranlèrent le monde, Virtual exhibition (Caen, Frankreich: Mémorial de Caen, 2002).
- Ausstellung: Rideau de béton. Vie et mort du Mur de Berlin. Virtual exhibition (Caen, Frankreich: Mémorial de Caen, 1999).
- Ausstellung: mit Uwe Prell: Die Berliner Luftbrücke, (Berlin-Tegel, 1987).